# Берлин (Џорџија)
Берлин (Џорџија) (енгл. Berlin) град је у америчкој савезној држави Џорџија. По попису становништва из 2010. у њему је живело 551 становника.

## Демографија
Према попису становништва из 2010. у граду је живело 551 становника, што је 44 (7,4%) становника мање него 2000. године.
| Група             | 2000.       | 2010.       |
| Белци             | 372 (62,5%) | 329 (59,7%) |
| Афроамериканци    | 71 (11,9%)  | 89 (16,2%)  |
| Азијати           | 10 (1,7%)   | 1 (0,2%)    |
| Хиспаноамериканци | 148 (24,9%) | 127 (23,0%) |
| Укупно            | 595         | 551         |